# Ахать-Джами
Аха́ть Джами́ (тат. Әxәt Cәmi) — соборная мечеть в Куйбышевском районе Донецка. Первая мечеть в Донбассе.

## История
В 1993 году в Донецке была создана мусульманская община «Звезда Пророка». В 1994 году этой общиной был заложен фундамент первой в регионе мечети «Ибн Фадлан» (название в честь писателя Ахмада ибн Фадлана). За основу был взят проект одной из стамбульских мечетей. Главным меценатом строительства был криминальный авторитет Ахать Брагин, а после убийства Брагина в 1995 году мечеть получила его имя.
Изначально проект предусматривал строительство одного минарета, но по требованию и при финансировании Рината Ахметова были построены два, вследствие чего один из минаретов мечети носит имя Рината Ахметова.
Официальное открытие мечети «Ахать Джами» состоялось 3 сентября 1999 года.
Мечеть была первой, построенной в Донбассе, после неё были построены мечети в Торезе (2000), Шахтёрске (2001), Свердловске (2002), Алчевске (2003), Горловке, Стаханове, Мариуполе (2007), Антраците, Брянке, Луганске (2010).
Мечеть является местом массового празднования Курбан-байрама мусульманами Донецка.

### Российско-украинская война
16 августа 2014 года в результате военного противостояния на Донбассе в купол соборной мечети Донецка попал артиллерийский снаряд. Муфтий ДУМУ «Умма» Саид Исмагилов предположил, что из-за повреждений придётся менять весь купол, так как он цельнолитой.
12 марта 2022 года Мечеть «Ахать Джами» была повреждена в результате обстрелов.